# Menemerus fulvus
Menemerus fulvus är en spindelart som först beskrevs av Koch L. 1878.  Menemerus fulvus ingår i släktet Menemerus och familjen hoppspindlar. Inga underarter finns listade i Catalogue of Life.